# Chlorophytum gracile
Chlorophytum gracile är en sparrisväxtart som beskrevs av John Gilbert Baker. Chlorophytum gracile ingår i släktet ampelliljor, och familjen sparrisväxter. Inga underarter finns listade i Catalogue of Life.